# Tivoli Friheden
Tivoli Friheden er en forlystelsespark i Aarhus. Den ligger i skoven i udkanten af Aarhus ' indre by.
Parken havde over 636.000 besøgende i 2024   og det tal er stigende. Parken har undergået en stor forandring de seneste år, så parken i dag fremstår med pæn belægning og masser af blomster og springvand.

## Historien
Navnet "Friheden" anvendtes fra 1880'erne og frem til 1924 for den nordligste del af Marselisborgskovene. Denne skov var siden 1300-tallet blevet kaldet Havreballe Skov. En overgang i 1700 og 1800-tallet anvendtes navnet Ladegårdsskoven. Herskabet på Marselisborggård, som ejede skoven, gav i slutningen af 1800-tallet adgang til denne i sommerhalvåret.
Når man om søndagen tog fra den trange købstad ud til skoven, var det friheden, man befandt sig i. Heraf muligvis navnet. Her serverede skovfogeden øl, vand, kaffe og kringle. Skovfogeden havde så travlt, at "marselisudvalget" i 1903 følte sig nødsaget til at gøre byrådet opmærksom på, at skovfogeden var mere traktør end skovfoged.
Byrådet lyttede og efterkom beslutningen om at tillade den unge restauratør Hans Rising at overtage opgaven med at servere for gæsterne. Han søgte kommunen om at opføre en pavillon på
et åbent areal i skoven, hvilket han fik lov til. Området kaldte han "Friheden", og det tog ham kun 2 måneder at opføre pavillonen, og Restaurant Terrassen blev indviet d. 31. juli 1904.
Pavillonen blev tegnet af arkitekt S.F. Kühnel, som også har tegnet brandstationen i Ny Munkegade og Mejlborg Aarhus Centrum. Dette var cirka samme tid som Århus Sporveje åbnede sin første elektriske sporvej med endestation kun få minutters gang derfra.
Aftalen med kommunen indebar at Hans Rising betalte en årlig leje af jorden på 500 kr. samt leverede et passende antal borde til spisning af medbragt mad, udleje service, samt stille kogende vand til rådighed til kaffebrygning.
Til dem som krævede luksus, kunne man i Restaurant Terrassen erhverve en større frokost for 75 øre, og for 10 øre ekstra pr. person hørte der snaps til.
Restaurant Terrassen var meget populær, særligt fra år 1909 hvor der var koncerter på musiktribunen hver søndag. Dengang kunne man opleve datidens store solister som Lauritz Melchior og Gerda Christoffersen.
Ved særlige lejligheder blev Friheden afspærret, og Rising tog entré. Dette var specielt ved trækplastret "ildfest" med illumination og fyrværkeri. Af og til var vejret ikke til udflugt i skoven når disse disse arrangementer blev afholdt, men dette nød eleverne på den nærmeste skole godt af, da Hans Rising inviterede børnene fra de små klasser til gratis kage og sodavand. Fra 1924 anvendtes atter navnet Havreballe Skov for selve skovområdet efter beslutning i Byrådet.
Det er først efter første verdenskrig, at Friheden begynder at minde om det, vi i dag kender ved en forlystelsespark. Her bliver Hans Risings restaurant samlingssted for mange af Aarhus' folkefester. Socialdemokraterne vælger i 1925 at flytte deres grundlovsfest fra Vennelystparken til Friheden. Dengang kunne man opleve talere som Stauning og Jeppe Aakjær. Ved disse fester begyndte man at opstille forlystelser som karruseller, gynger og skydetelte.
I 1927 udløb kontrakten mellem Hans Rising og kommunen, men kommunen valgte hurtigt at genforpagte den. Herefter tilbyggede Hans Rising den oprindelige restaurant, da han knapt nok kunne følge med efterspørgslen på foreningsfester. Det er denne bygning som den dag i dag huser Tivoli Teatret.
I de efterfølgende år blev der fremsat mange ideer om at anlægge en decideret folkepark. Man havde blandt andet smugkigget lidt til den odenseanske, hvor der var sammenhæng mellem zoologisk have og folkepark. Der blev derfor bl.a. fremsat et forslag om at bygge en tunnel under Stadion Allé til den daværende Aarhus Zoo. Dette blev dog aldrig til noget.
I 1949 fik Friheden en minigolfbane, og året efter kom der et friluftsskakbræt foran restauranten, ligesom at der blev indkøbt vandcykler så man kunne sejler en tur i søen. Skovfogeden Ladefoged havde store planer for søen og fremsatte en idé om at Fregatten Jylland skulle ligge fast som restaurationsskib, men dette blev dog ikke til noget.
I 1954, efter 50 år, Takkede Hans Rising af som restauratør for Restaurant Terrassen, og herefter kom der for alvor gang i snakken om en folkepark.
Byrådet kontaktede den aalborgensiske restauratør Dan Christophersen, som også var komponist og revyinstruktør, og han overtog forpagtningen af Restaurant Terrassen, og han fremsatte ideen om at opstille permanente forlystelsesforretninger, hvilket i 1957 blev gennemført på forsøgsbasis. Det blev en så stor succes, at der allerede året efter blev indgået et kompagniskab om driften af en decideret tivolipark mellem Aarhus Kommune og tivoliejer Marinus Kobberrød.
Den 2. maj 1958 var Folkeparken endeligt en realitet og åbnede med en bragende succes med over 400.000. Festfyrværkeriet på den store åbningsdag antændte det gamle skovfogedhus, der hvor det hele startede. Dette forhindrede dog ikke aarhusianerne i fortsat at kalde folkeparken "Friheden", skønt navnet officielt var "Århus Folkepark". Dette tog man senere konsekvensen af, og ændrede navnet til "Tivoli Friheden". Besøgstallet holdt dog ikke og begyndte i årene efter at falde. Dette skyldtes formentlig at der på daværende tidspunkt ikke var ret mange forlystelser. Dette forsøgte man at rette op på ved køb af flere forlystelser og en fordobling af budgettet til sang og musik. Det gik herefter meget op og ned ad bakke for Tivoli Friheden, og i 1984 gik parken i betalingsstandsning, og Aarhus Kommune overtog den fulde drift. Kommunen istandsatte tivoli teatret for et millionbeløb, ligesom at man i perioden 1992-1996 omlagde parken for 13 millioner kroner. Det "kunstige åndedræt" fungerede, og i februar 2000 kunne parken igen stå på egne ben, og driften overgik til Tivoli Friheden A/S, som i dag står for driften.
Den 20. juni 2008 blev den nye store rutsjebane "Cobra" på 400 meter og en højde på 25 meter efter flere forsinkelser indviet – mindre end to uger senere, fredag den 4. juli 2008, blev forlystelsen ramt af en alvorlig ulykke. Flere gange dagen igennem havde vogntoget sat sig fast, men det kulminerede, kort før lukketid, da en del af vogntoget knækkede af og kvæstede 4 passagerer. Den eller så populære Crazy Tiger måtte vige pladsen for denne nye store rutsjebane: Cobra.
i årene fra 2015-2017 har de investerede stort i nye børne/familie forlystelser

## Forlystelser i Tivoli Friheden

### Familieforlystelser
- 5D-Cinemagic, Interaktiv 3D-Biograf med 360° surround sound, simuleret vind og 16 biografpladser som bevæger sig i takt med det viste.
- Billeby Køreskole
- Bisværmen
- Brand Alarm
- Den Blå Ballon
- Den Røde Baron
- Dragen (lille rutsjebane)
- Forhindringsbane
- Friheds Karrusellen
- Haunted House - 5D-jagt på menneskeædende zombier. (tidl. (spøg)ELSES HOTEL)
- Himmelrum
- Hjertekig - Danmarks højeste frit fald på 65 meter
- Illusionsfabrikken (hed frem til en modernisering i 2014 'Hurlumhejhuset')
- Lasergame
- Motorbådene
- Pariserhjulet (Danmarks højeste med 27 meter)[4]
- Piratskibet
- Radiobiler
- Solstorm
- Sommerfuglen
- Svinggyngerne
- Svævebane
- Tivoli Frihedens Sky Tower (frit fald)
- Tivoli VanDvittig
- Tyfonen
- Vindfald ( ny rutchebane i 2024)

### Børneforlystelser
- Billeby Køreskole
- Hoppeborge, gratis forlystelse, flere hoppeborge forskellige steder i parken.
- Kænguro, Kænguro-sofa hoppetur, som hopper i flere minutter. Hoppet er 5 meter.
- Legeland, 2000 m2 indendørs legeland, med bl.a. "Wheeler Cars", boldhav og hoppeborge.
- Rally
- Stock car, børne-radiobiler

### Spil
- Casino spillehal
- Minigolf
- Præmiespil, skydetelte, lykkehjul, bingo
- Udendørs skakbræt
- Videospil

## Spisesteder i Tivoli Friheden
- Café Sving
- Café au Lait
- Den Grillde Kylling
- Den Runde Kiosk
- Medbring Maden (6 stk. Weber-gas-Grills samt borde og siddepladser gratis til rådighed)
- Mr. Big Candy & Ice
- PIZZA BY WH (Kun om fredagen)
- Pizza-Karrussellen
- Restaurant Terrassen
- Skovpavillonen
- Slush Ice Fabrikken
- Spiseriet (tidligere "las vegas")
- Stay Or Take Away
- Voel Ismejeri
- Burgeren & Pomfritten
- Tapas I Risings Have
- Pitsa
- Restaurant Backstage
- Restaurant Madscenen

## Underholdning
- Fed Fredag – Live Fredags Koncerter indenfor de fleste genre på stor udendørs Scene
- Frø og Kanin -Prøver forlystelser med børnene, giver kram, og stiller op til foto mm.
- Halloween (kun i skolernes efterårsferie)
- Hermans - kulturhus med plads til 800 siddende (1400 stående) publikummer til koncerter – teater – revy.[5]
- Jul i Friheden
- Pjerrot
- Sankt Hans (sankthansaften)
- Temadage (Fx Aarhus Festuge, Hundens Dag, Weber Grilfest mv.)
- AARHUS PIGEGARDE

## Ulykker
- I 2008 blev flere gæster alvorligt kvæstede ved en ulykke i parkens rutsjebanen Cobraen. En af forlystelsens vogne faldt ned under kørslen, og fire unge mennesker fik alvorlige skader på ben og fødder.[6]

- I 2022 skete igen en alvorlig ulykke i Cobraen, da en 14-årig pige døde og en 13-årig dreng slog sin hånd,[7] efter at de to bagerste sæder var knækket af og røget under resten af vogntoget.[8] Parken blev lukket og rømmet for gæster i forbindelse med ulykken,[8] og rutsjebanen blev sat ud af drift på ubestemt tid.[7]I januar 2023 påbegyndes arbejdet med at nedrive rutsjebanen.[9]

## Ekstern henvisninger
- Wikimedia Commons har flere filer relateret til Tivoli Friheden
- Tivoli Frihedens hjemmeside
- Restaurant Terassens hjemmeside
- Restaurant Terassens Historie, Friheden anno 1904 (Webside ikke længere tilgængelig)
- Tovili Frihedens Historie Arkiveret 10. januar 2008 hos  Wayback Machine
- Børsen 21/8 2007: AGF vil købe Tivoli Friheden Arkiveret 12. februar 2013 hos  hos Archive.is